# Quartzo sagenítico
Quartzo sagenítico, ou quartzo rutilado, é uma variedade de quartzo com inclusões de rutilo em forma de agulha. Tem seu uso como joia ou peça decorativa.
As inclusões assumem um tom dourado, mas por vezes são prateadas, vermelho-acobreadas ou pretas, podendo ser distribuídas aleatoriamente no cristal ou em feixes que, às vezes, se dispõem no formato de estrela; podem ainda ser esparsos ou densos de forma a tornar o cristal praticamente opaco. Embora as inclusões costumeiramente reduzam o valor de um cristal, nesse caso é mais valorizado em razão da qualidade e beleza dessas inclusões.